# Dajnčica
Dajnčica je slovenska pisava, ki jo je izumil Peter Dajnko. V rabi je bila od leta 1824 do 1839 – zlasti na vzhodnem Štajerskem.
Dajnko je svojo pisavo predstavil leta 1824 v knjigi Lehrbuch der windischen Sprache = Učbenik slovenskega jezika. Odločil se je zavreči prej uveljavljeno bohoričico in uvedel nov sistem za zapisovanje sičnikov in šumnikov. Sičnikom je dodelil iste črke (C, S, Z), kot jih je pozneje uporabljala tudi gajica, za šumnike pa je uvedel posebne znake. Poleg tega je uvedel tudi znaka za nj in za vzhodnoštajerski glas ü (ta dva znaka je po letu 1829 nehal uporabljati, ampak jo nadomestil z znako y).
| velika črka | mala črka | sodobna slovenščina |
| ----------- | --------- | ------------------- |
| C           | c         | c                   |
| Ч           | ч         | č                   |
| S           | s         | s                   |
| Ŋ           | ŋ         | nj                  |
| Z           | z         | z                   |
| X           | x         | ž                   |
| Ȣ           | ȣ         | š                   |
| Y           | y         | ü                   |

Opomba: črka  se ni dobro ločila od črke s, zato jo je Dajnko pozneje malo spremenil: .
Dajnko je določil naslednji abecedni vrstni red črk:
A B C D E F G H I J K L M N Ŋ O P R S Ȣ Z X T U Y V Ч

Dajnko je tako upravičil uporabo te nove pisave: Da vsaki jezik imá svoje lastne glase, so tydi vsakemi, чi ga kdo kratko ino prav pisati чé, ino xelí, da bi ga drygi dobro razuméli, lastne pismence (knixne чerke) potrebne.
Tak najdemo xe pri starih Grekih, poznej pri Latinih, ino v' naȣih dnevih pri vsih podvyчenéȣih narodih za ŋihove lastne jeziчne glase tydi veч ali meŋe lastnih pismenc.

Ravno za tega volo, dragi Slovénec! najdeȣ tydi ti v' nazóчnih knigah namêsto starih pismenc neke novozebráne kraчéȣe ino pravéȣe znamle, z' kerimi se drygega nikaj ne iȣe, kak lepoto tvojega jako imenitnega jezka ȣe bole povíȣati.

Tote novozebrane znamle pà so nikak ne operviч novozmiȣlene, temoч le od tistih priátelo naȣega daleч razȣirjanega jezika semvzéte, keri so xe davno pred nami hvale vredno za lepi Slovenski jezik ino dobroserчni narod totega jezika skerbéli.

Tydi se ne prikaxejo tote novozebráne znamle med nami v' toti knigi operviч, temoч veliko Slovenskih kníg se je vu naȣih dnevih z' ŋimi xe na svetlo dalo ino v' kratkemi чasi skazalo, da Slovenci lexej ino rajȣi svoje kníge v' totih kak pà vu starih znamlah berejo.

Misli se zato brez vse skerbi, da bode ȣe tydi vsaki drygi Slovenec, keri koli Slovenske knige z' totimi novimi pismencami ȣe operviч pred sé dobí, toti hasek hitro sám spoznal ino Slovenske knige skoro z' dosta vekȣim veseljom v' nazóчnih kak pà vu starih znamlah bral.

Teliko veч se to dá obeчâti, da je vsaki, keri le nekaj pismo rázumi, toto potrebo xe duge leta vidil ino z' poti iméti htél.
Po letu 1834 se je dajnčica začela umikati gajici. Dokončno je bila ukinjena leta 1839. 
V dajnčici je bilo natisnjenih kar precej knjig. Ocenjujejo, da je bila skupna naklada vseh knjig v dajnčici okoli 50000. Avtorji, ki so uporabljali dajnčico: Vid Rižner, Anton Šerf, Martin Veršič, Anton Lah. Koloman Kvas učitelj je iz graškega liceja podpiral uporabo dajnčice in standardizacijo vzhodne štajerščine.